# Apalus bipartitus
Apalus bipartitus es una especie de coleóptero de la familia Meloidae.

## Distribución geográfica
Habita en Eritrea.